# Helios Klinik Attendorn

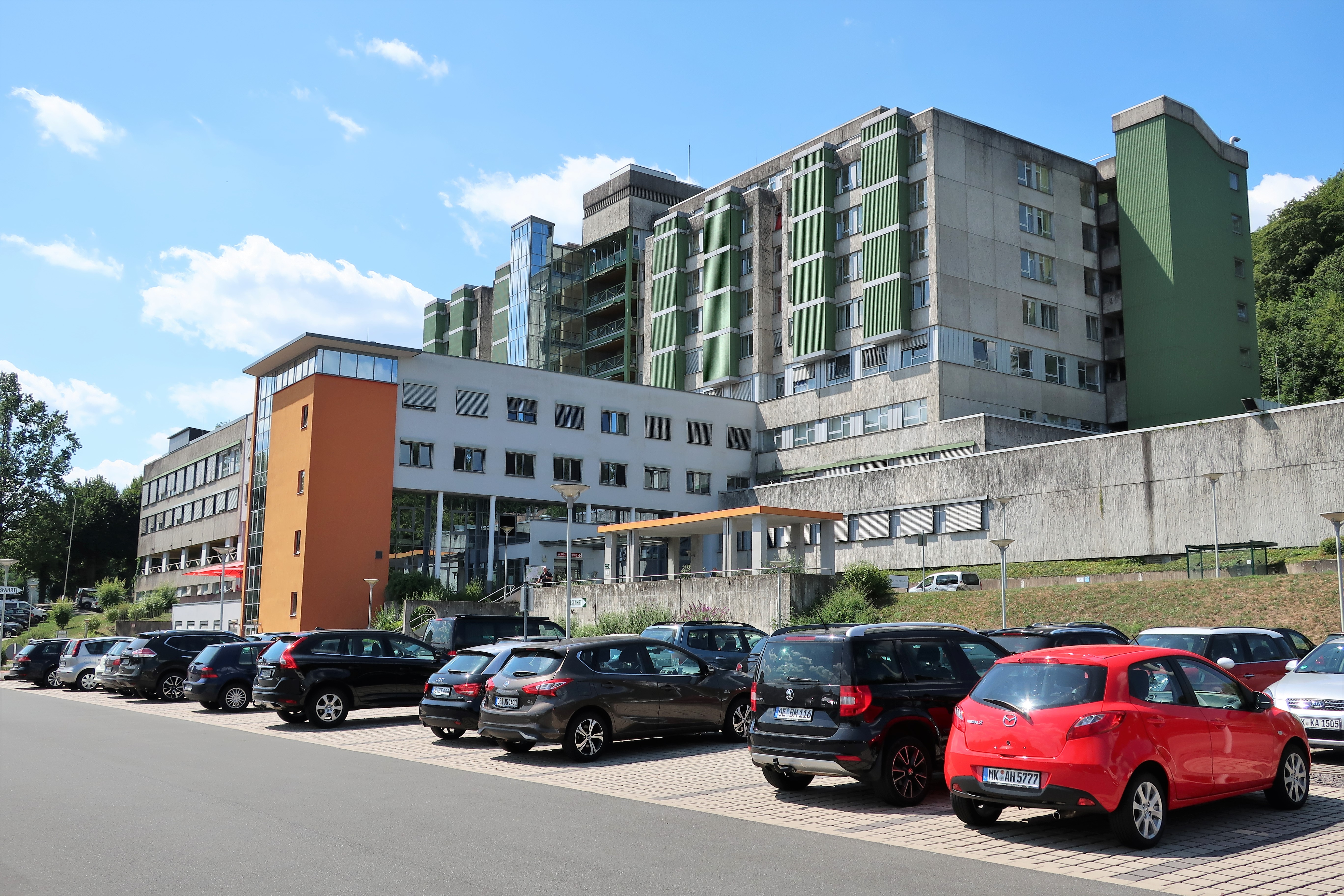
HELIOS Klinik in Attendorn, Hohler Weg

Die Helios Klinik Attendorn, zuvor Krankenhaus St. Barbara Attendorn, ist eine Klinik in Attendorn, Kreis Olpe. Sie zählt seit 2014 zu den Helios Kliniken.

## Geschichte
Das Haus geht auf das 14. Jahrhundert zurück, als der Kölner Erzbischof Heinrich II. die Erlaubnis erteilt, außerhalb der Attendorner Stadtmauern ein Hospital zu errichten. Die Barmherzigen Schwestern des Hl. Vinzenz übernahmen 1853 das Hospital.
Am 6. März 1929 wurde der Neubau des St.-Barbara-Krankenhauses an der Hansastraße eröffnet. Ab 1939 diente das Gebäude als Reservelazarett der Wehrmacht, von 1945 bis 1947 wurde es zunächst als englisches, später als belgisches Militärhospital genutzt. 1947 übernahm die Stadt Attendorn die Klinik wieder. 1952 wurden die Schwestern des Hl. Vinzenz von Mitgliedern der Kongregation der Schwestern der Christlichen Liebe abgelöst, die bis 2014, in den letzten Jahren aber nur noch für Seelsorgeaufgaben, in Attendorn wirkten.
Der Bau an der Hansastraße verfügte nach mehreren Erweiterungen über 153 Betten, genügte den Anforderungen der größer gewordenen Stadt damit aber bald nicht mehr. 1969 wurde der Neubau am Hohler Weg beschlossen. Nach Beginn der Bauarbeiten im Jahr 1974 wurde der heutige Standort am 26. April 1979 seiner Bestimmung übergeben. Bei der Einweihung verfügte es über sieben Abteilungen und insgesamt 322 Betten. Der Vorgängerbau diente als Grundschule, bis er 2000 abgerissen wurde.
1999 verkaufte die Stadt Attendorn die Klinik an die RHÖN Klinikum AG. Nachdem das Krankenhaus 2013 mehrere Millionen Euro Verlust gemacht hat, wurde es 2014 an die Helios-Kliniken veräußert. Als Reaktion auf die Verluste wurden Personal abgebaut und das Medizinische Versorgungszentrum geschlossen.
Die Klinik ist Akademisches Lehrkrankenhaus der Universität Marburg. Geschäftsführerin ist Dr. Oksana Prajzel, der Ärztliche Direktor ist Dr. Manfred Kemmerling.

## Einrichtung
Im Jahr 2017 verfügte das Haus über 298 Betten; 9479 Patienten wurden vollstationär, 237 teilstationär und 17.774 Patienten ambulant behandelt. Das ärztliche Personal umfasst 60,5 Vollzeitstellen. Hinzu kommt ein Belegarzt. Das Pflegepersonal umfasst 127,6 Vollzeitstellen. Das Krankenhaus verfügt über folgende Fachabteilungen (jeweils mit Fallzahl): Gefäßchirurgie (530), Rheumatologie (172), Hals-, Nasen-, Ohrenheilkunde (3 über Belegarzt), Schmerztherapie (285),  Geriatrie (984), Gastroenterologie, Pneumologie und Infektionskrankheiten (1700), Kardiologie, Angiologie und Intensivmedizin (1929), Orthopädie, Traumatologie und Rheumatologie (1474), Allgemein-, Viszeralchirurgie und Proktologie (734), Intensivmedizin (0).